# Мікель Аранбуру
Мікель Аранбуру (ісп. Mikel Aranburu; нар. 18 лютого 1979, Аспейтія) — іспанський футболіст, що грав на позиції півзахисника. Усю кар'єру провів у складі команд клубу «Реал Сосьєдад».

## Ігрова кар'єра
Народився 18 лютого 1979 року в місті Аспейтія. Вихованець юнацьких команд футбольних клубів «Лагун Онак» та «Реал Сосьєдад».
У дорослому футболі дебютував 1996 року виступами за «Реал Сосьєдад Б», другу команду останнього клубу.
Наступного, 1997 року дебютував за головну команду клубу «Реал Сосьєдад». Протягом наступних десяти років команда виступала у Ла-Лізі, де Аранбуру поступово став її ключовим гравцем у середині поля. 2007 року команда втратила місце в еліті, і наступні три роки гравець захищав її кольори у Сегунді. За три роки «Сосьєдаду» вдалося повернутися до елітного дивізіону і останні два роки ігрової кар'єри Аранбуру провів у його складі в Ла-Лізі.
На момент завершення ігрової кар'єру у 2012 році за головну команду «Реал Сосьєдада» в усіх турнірах провів 427 офіційних ігор, забивши 32 голи. На той час увійшов до десятки гравців із найбільшою кількістю матчів за головну команду клубу із Сан-Себастьяна.